# Lnicznik
Lnicznik (Camelina Crantz) – rodzaj z rodziny kapustowatych. Obejmuje 8 gatunków. Rośliny te występują w Eurazji i północnej Afryce. W Polsce jako introdukowane lub przejściowo zawlekane rosną cztery gatunki. 
Duże znaczenie użytkowe, zwłaszcza do lat 40. XX wieku, miał lnicznik siewny C. sativa – roślina olejodajna, poza tym dostarczająca włókien i nasion, używanych do karmienia drobiu.

## Rozmieszczenie geograficzne
Zasięg rodzaju obejmuje niemal całą Europę, północną Afrykę, Bliski Wschód oraz obszary pod wpływem klimatu umiarkowanego w Azji. W Europie obecne są cztery gatunki. Poza naturalnym zasięgiem szeroko rozprzestrzenione są cztery gatunki, spotykane w strefach umiarkowanych obu półkul, rzadziej w strefie międzyzwrotnikowej.
Gatunki flory Polski
- lnicznik drobnoowocowy Camelina microcarpa Andrz. – antropofit zadomowiony
- lnicznik rumelijski Camelina rumelica Velen. – efemerofit
- lnicznik siewny Camelina sativa (L.) Crantz – antropofit zadomowiony
- lnicznik właściwy, l. cuchnący Camelina alyssum (Mill.) Thell. – w Polsce wymarły

## Morfologia
PokrójRośliny zielne (jednoroczne i dwuletnie), o pędach zwykle owłosionych, z włoskami rozgałęzionymi, rzadziej pojedynczymi.
LiścieSkrętoległe, łodygowe, siedzące, z nasadą strzałkowatą lub obejmującą łodygę, równowąskie do lancetowatych, całobrzegie lub ząbkowane.
KwiatyZebrane w grona. Działki kielicha są wzniesione (prosto lub pod kątem). Płatki korony są białe lub żółte, jajowate do łopatkowatych. Pręcików jest 6, w trzech parach o nierównej długości, z pylnikami jajowatymi lub eliptycznymi. U ich nasady znajdują się pojedyncze boczne miodniki. Zalążnia jest górna, z 8–25 zalążkami, z wyraźną szyjką słupka, na szczycie z całobrzegim i główkowatym znamieniem.
OwoceŁuszczynki gruszkowate do maczugowatych, wzniesione ku górze lub odstające.

## Systematyka
Pozycja systematyczna
Rodzaj z rodziny kapustowatych Brassicaceae, w jej obrębie klasyfikowany do plemienia Camelineae.
Wykaz gatunków
```

```

- Camelina alyssum (Mill.) Thell. – lnicznik właściwy
- Camelina anomala Boiss. & Hausskn.
- Camelina hispida Boiss.
- Camelina laxa C.A.Mey.
- Camelina macrocarpa Wierzb. ex Reichenb.
- Camelina microcarpa Andrz. ex DC. – lnicznik drobnoowocowy
- Camelina rumelica Velen. – lnicznik rumelijski
- Camelina sativa (L.) Crantz – lnicznik siewny